# Колесникова Наталія Вікторівна
Наталія Вікторівна Колесникова (2 квітня 1962, село Узкая Падь, тепер Прибайкальського району, Бурятія, Російська Федерація) — радянська діячка, бригадир-тваринник, викладач Маймінського сільськогосподарського технікуму Республіки Алтай. Член ЦК КПРС у 1990—1991 роках.

## Життєпис
У 1981 році закінчила Горно-Алтайський зооветеринарний технікум.
З 1981 року — бригадир-тваринник радгоспу «Каракольський»; бригадир дійного гурту, зоотехнік, бригадир-тваринник Маймінського відділення дослідно-виробничого господарства «Чуйське» Маймінського району Горно-Алтайської автономної області Алтайського краю.
Член КПРС з 1986 року.
У 1988 році закінчила Алтайський сільськогосподарський інститут.
З 1990-х років — викладач державної освітньої установи початкової професійної освіти «Маймінське професійне училище № 49 Республіки Алтай», викладач Маймінського сільськогосподарського технікуму Республіки Алтай.
Член КПРФ, 1-й секретар Маймінського районного осередку КПРФ Республіки Алтай.